# Culture de Hambourg

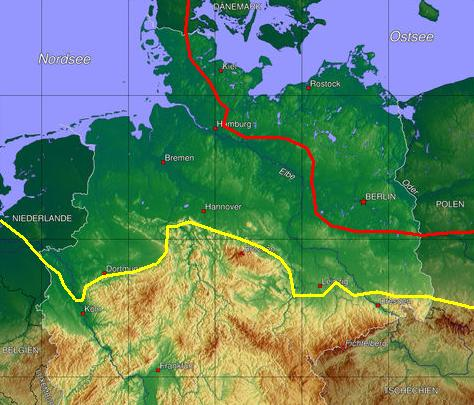
Limite méridionale de l'extension de la calotte glaciaire lors de la glaciation de Riss (300000 ans à 130000 ans AP ; ligne jaune) et lors de la glaciation de Würm (ligne rouge)

La culture  de Hambourg, ou Hambourgien, est une culture préhistorique de chasseurs de rennes des plaines du nord-ouest de l'Europe, à la fin du Paléolithique supérieur. Elle est datée de 15 500 à 13 100 ans avant le présent. Elle traverse plusieurs stades climatiques du Tardiglaciaire, allant du Dryas ancien (stade froid) à l'Alleröd (stade de redoux), à la fin de la dernière période glaciaire.
La culture de Hambourg a été identifiée sur de nombreux sites d'Europe du Nord.

## Historique
Les inventeurs de la culture de Hambourg sont l'archéologue allemand Gustav Schwantes et son élève Alfred Rust, qui fouilla à partir de 1930 le site de Meiendorf, au nord de Hambourg.

## Extension géographique
Au début des années 1980, on retrouva pour la première fois des vestiges hamburgiens en Scandinavie, à Jels, dans le Jutland du sud. Dans le Sud de la Suède, à Finja (Scanie), des traces de la culture de Hambourg ont été aussi retrouvées. Les recherches récentes (2005) montrent qu'en été les hommes de la culture de Hambourg remontaient loin vers le nord en suivant l'estran le long de la côte de Norvège : le niveau de la mer était alors plus bas de 50 m que le niveau actuel.
Les sites de la culture de Hambourg sont proches de la limite des calottes glaciaires qui recouvraient le nord de l'Europe. La limite des glaces lors de la glaciation vistulienne passe précisément au nord-est de Hambourg, en Allemagne.
La culture de Hambourg recouvrait la zone comprise de nos jours entre le nord-est de la France, l'ouest de la Pologne, le sud de la Scandinavie et de l'Écosse. Ces terres récemment libérée des glaces de l'inlandsis et recouvertes à l'époque par une végétation variant de la steppe à la toundra (avec des lichens, des saules nains, et quelques bouleaux, sureaux et genévriers), étaient parcourues par de grands troupeaux de rennes qui migraient en été du sud vers le nord.

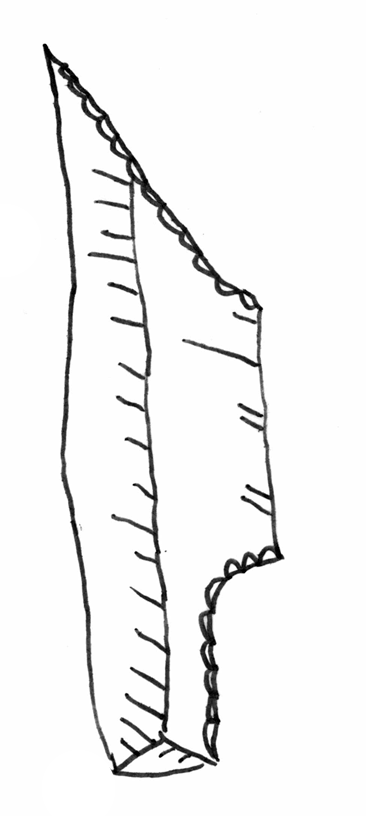
Pointe de Hambourg : dénommée Kerbspitz en allemand, cette pointe de silex avec un épaulement (Kerbe = entaille) est typique de la culture de Hambourg.

## Industrie lithique
Les outils de pierre taillée utilisés par les hommes de la culture de Hambourg sont caractéristiques : grattoirs, kerbspitzen (pointes à un épaulement ou pointe à un cran), poinçons, burins utilisés pour travailler la corne et les bois de cervidé, et même lames zinken (outils tranchants probablement montés par paires sur des ciseaux du genre forces). Les harpons retrouvés étaient faits d'os ou de bois de cervidé.
Dans les couches superficielles (phase plus récente), on a trouvé des pointes de type Havelte, dont le double épaulement forme un pédoncule qui facilite la fixation de la pointe à la hampe. Ce perfectionnement, retrouvé couramment dans les sites de la culture d'Ahrensburg, parait correspondre à une évolution commune aux cultures du nord-ouest.
On pourrait s'attendre à rencontrer de nombreuses variations typologiques au sein d'une zone géographique aussi vaste ; cependant la cohésion de la culture de Hambourg n'a pas été remise en question à ce jour.

## Habitats
En Allemagne du nord, de nombreux campements hambourgiens ont été fouillés : dans les abondants dépôts de détritus entourant ces camps, les ossements et andouillers de rennes étaient largement prédominants. Il s'agissait de petits campements disséminés, habités par un faible nombre d'humains. Par endroits, des pierres étaient disposées en cercle : il s'agissait peut-être de poids servant à maintenir des tentes de type tipi.